# NGC 475
NGC 475 là một thiên hà dạng hạt đậu trong chòm sao Song Ngư. Nó nằm cách Trái Đất khoảng 750 triệu năm ánh sáng và có đường kính khoảng 125 nghìn năm ánh sáng. NGC 475 được phát hiện vào ngày 3 tháng 11 năm 1864 bởi nhà thiên văn học người Đức Albert Marth.

## Bridges
1. ↑  "Revised NGC Data for NGC 475". spider.seds.org. Truy cập ngày 3 tháng 10 năm 2017.
2. ↑  "New General Catalog Objects: NGC 450 - 499". cseligman.com (bằng tiếng Anh). Truy cập ngày 3 tháng 10 năm 2017.
3. ↑  "Your NED Search Results". ned.ipac.caltech.edu. Truy cập ngày 3 tháng 10 năm 2017.